# Lily Munster
Lily Munster es un personaje de televisión protagonista de la serie The Munsters. Interpretado principalmente por la actriz Yvonne De Carlo.

## Biografía
Lily nació en Transilvania, en el seno de la familia Drácula, una familia de vampiros y hombres lobo. Su padre, el conde Sam Drácula, estuvo casado muchas veces. Tiene al menos dos hermanos: un hombre lobo llamado Lester y una hermana, la madre de Marilyn. Se casó con Herman Munster en 1865. Tiene un hijo llamado Eddy, que es hombre lobo, y además ha criado a su sobrina Marilyn como a una hija.
Aunque mayormente dedicada a oficios domésticos, a lo largo de la serie, tuvo trabajos ocasionales como modelo de moda (capítulo 33: «Lily Munster, Girl Model»), soldadora en una astillero (capítulo 44: «Happy 100th Anniversary») y chófer de autobús. Fue lectora de palmas (capítulo 15: «Herman's Rival»), y ella y Marilyn abrieron un salón de belleza (capítulo 57: «The Most Beautiful Ghoul in the World»).

## Interpretación
La interpretación de Yvonne De Carlo en el papel de Lily Munster se inspiró en la actriz cómica ZaSu Pitts.
En el capítulo piloto de la serie, el personaje original se llamaba Phoebe, interpretado por Joan Marshall.